# Franz Chvostek junior

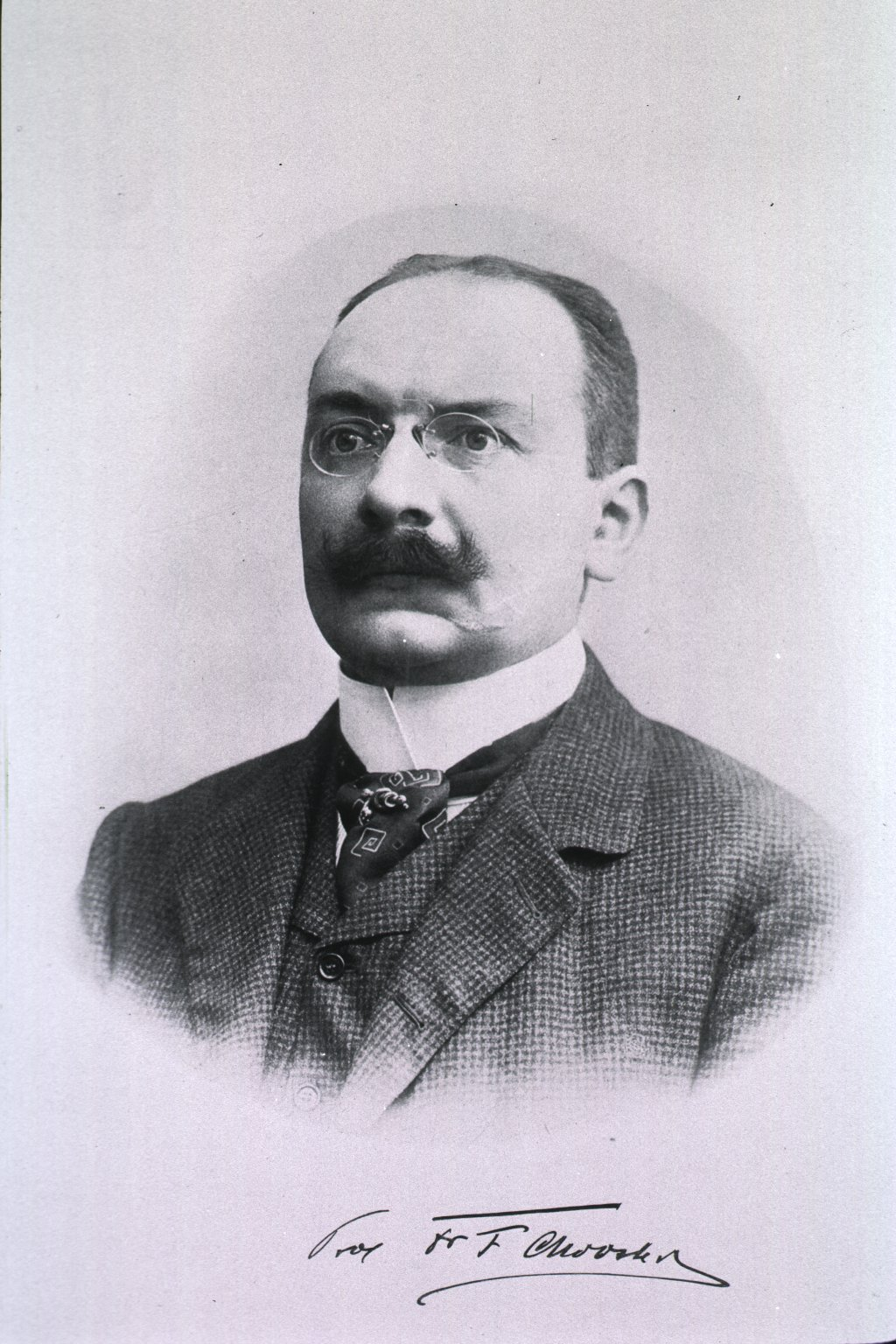
Franz Chvostek junior

Franz Chvostek junior (* 3. Oktober 1864 in Wien; † 17. April 1944 auf Burg Groppenstein in Obervellach, Kärnten) war ein österreichischer Internist und Förderer (illegaler) nationalsozialistischer Ärzte.

## Leben
Chvostek wurde als Sohn von Franz Chvostek senior geboren, der als Internist an der Wiener Militärärztlichen Akademie im Josephinum tätig war.
Chvostek studierte Medizin an der Universität Wien. Während seines Studiums wurde er als „begeisterter Bekenner des Waffenstudententums“ 1882 Mitglied der Wiener akademischen Burschenschaft Olympia. Als Anhänger Georg von Schönerers kam er in Konflikt mit andersgesinnten Couleurstudenten, seine drohende Relegation von der Universität konnte noch verhindert werden. 1888 wurde Chvostek zum Dr. med. promoviert. Er war Assistent bei Heinrich von Bamberger, Otto Kahler, Edmund von Neusser und bei Theodor Meynert. 1894 wurde er habilitiert.
1909 wurde er Ordinarius und 1911 Leiter der (für ihn geschaffenen) IV. Medizinischen Klinik in Wien, die 1913, ein Jahr nach Edmund von Neussers Tod, in der III. Medizinischen Klinik aufging, wo Chvostek dem in die II. Medizinische Klinik aufrückenden Norbert Ortner (1865–1935) nachfolgte.
Im Mai 1911 wurde Chvostek in Tagesberichten häufig genannt, da er auf Wunsch von Alma Mahler-Schindler (bereits in Paris) zur Behandlung von Gustav Mahler (1860–1911) hinzugezogen wurde.
Ab dem Wintersemester 1931 befand sich Franz Chvostek wegen eines Herzleidens auf Krankenurlaub. An der Klinik sowie im Lehrbetrieb vertrat ihn Hermann Kahler (1891–1951), im März 1932 meldete er gegenüber der Wiener Ärztekammer seine Praxis ab, was zu spitzen Zeitungskommentaren Anlass gab. Im Mai 1933 wurde vom Finanzministerium die Pensionierung Chvosteks beschlossen und die III. Medizinische Klinik aufgelöst.
Chvostek hatte sich bereits 1931 auf seine Besitzung Burg Groppenstein zurückgezogen, wo er in seinen späten Lebensjahren noch in den Ehestand trat.
Chvostek beschrieb die nach ihm benannte „Chvosteksche Anämie“. Wenige Monate vor der Verleihung der Goethe-Medaille für Kunst und Wissenschaft zu seinem 80. Geburtstag starb Franz Chvostek am 17. April 1944.

### Politische Überzeugungen
Chvostek war ein entschiedener Gegner des Frauenstudiums in Österreich und ließ dies auch gewaltsam in seinen Lehrveranstaltungen durchsetzen.
Nach dem Ersten Weltkrieg schloss sich Chvostek der Bewegung Erich Ludendorffs im Rahmen der nationalistischen und antisemitischen Völkischen Bewegung an. Die III. Medizinische Klinik wurde dadurch schon in den 1920ern „Hakenkreuzlerklinik“ genannt, und wird heute von Herwig Czech als "a hotbed of Pan-German nationalist and Nazi agitation" bezeichnet. Da bis dato keine Mitgliedschaft Chvosteks bei der NSDAP bekannt ist, scheint Chvostek seine Überzeugung mit der Verpflichtung von (illegalen) nationalsozialistischen Ärzten kundgetan zu haben. Während der NS-Zeit wurde 1943 und 1944 Chvostek für die Verleihung der Goethe-Medaille für Kunst und Wissenschaft nominiert und dabei auf seine „stets nationale“ Einstellung verwiesen.

### Ehrungen
Im Jahr 1955 wurde in Wien-Donaustadt (22. Bezirk) die Feldgasse in Chvostekgasse nach ihm umbenannt.
1974 versuchte die Burschenschaft Olympia für Chvostek eine Büste im Arkadenhof der Universität Wien zu errichten. Die Ablehnung des Antrags wurde vom Senat der Universität mit der mangelnden Bedeutung Chvosteks in seinem Fachgebiet begründet.